# Çıralı
Çıralı è un villaggio agricolo nel sud-ovest della Turchia, sito nel comune di Ulupınar, appartenente al distretto di Kemer della provincia di Antalya, città situata a nordest e da cui dista poco più di un'ora di macchina. Il villaggio si trova nel Parco nazionale costiero del Beydağları, e la sua economia è basata sull'agricoltura (arance, melograni) e sul turismo sostenibile. Nel villaggio mancano grandi alberghi, ma vi sono molte pensioni e piccoli hotel per viaggiatori individuali.
Çıralı si trova a brevissima distanza dalle antiche rovine di Olympos (situate a ovest del villaggio) e dalle bocche di gas permanente di Yanartaş (l'antico monte Chimera, posto a est), entrambi siti archeologici appartenenti all'antica regione della Licia, in Anatolia. Il villaggio possiede una spiaggia isolata lunga 3,5 km. Mentre le antiche rovine di Olympos si trovano all'estremità occidentale della spiaggia, per raggiungere le fiamme della Chimera è necessaria una lunga camminata sulle colline a est del villaggio.

Immagini
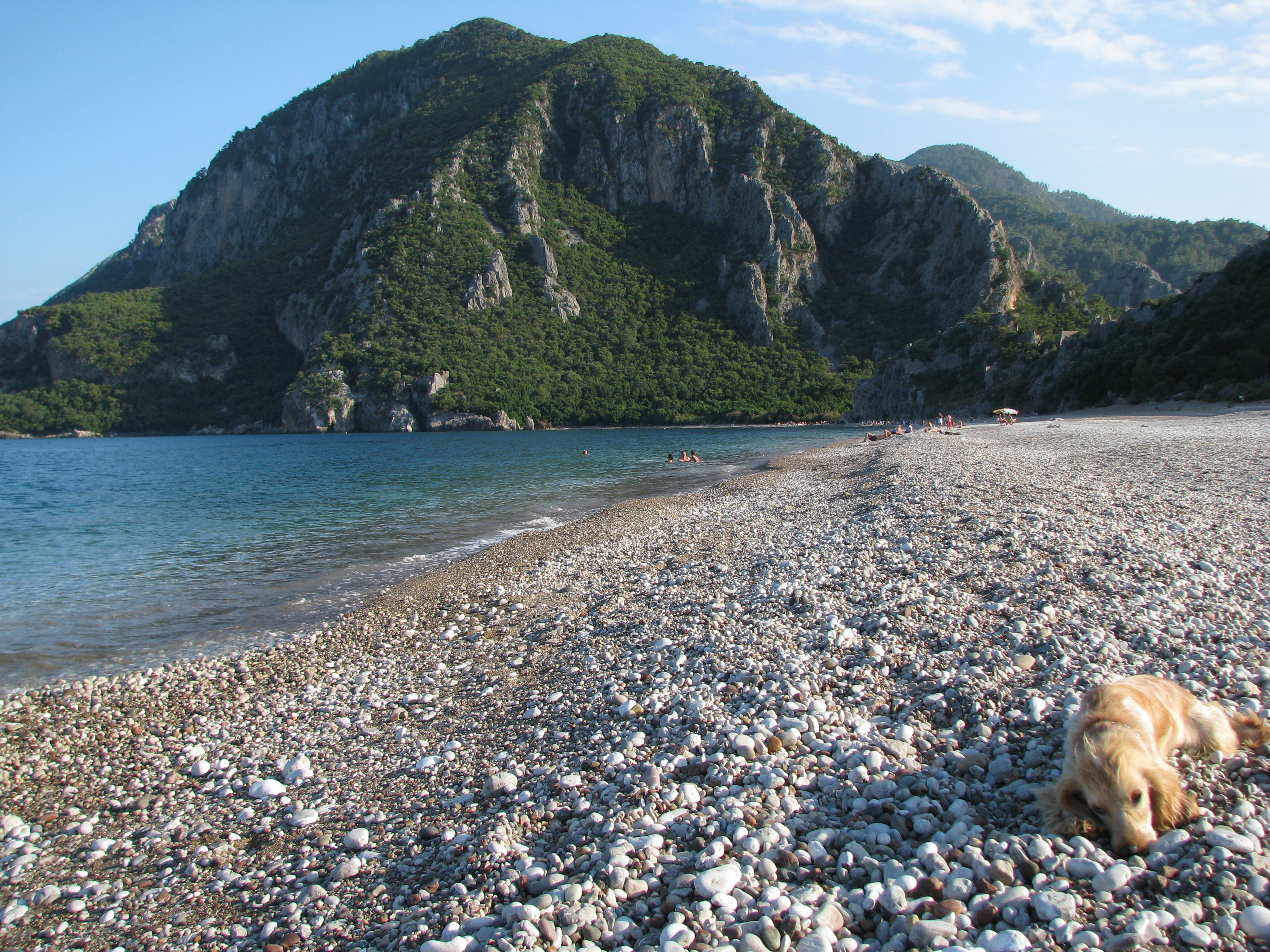
La spiaggia di Çıralı verso Olympos
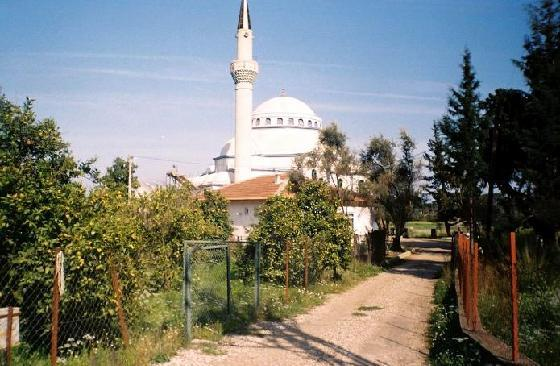
La moschea di Çıralı